# Собор Святого Миколая Чудотворця (Старобільськ)
Свято-Миколаївський собор — другий кафедральний собор Сєвєродонецької та Старобільської єпархії Української православної церкви (Московського патріархату), пам'ятка архітектури другої половини XIX століття.

## Історія
Наприкінці 1858 року Святійший синод ухвалив рішення про будівництво у Старобільську храму в ім'я Святителя Миколая Мирлікійського Чудотворця в увічнення пам'яті померлого імператора Миколи I.
Наприкінці 1859 було визначене місце для нової церкви — на пагорбі між Малою Дворянською та Соборною, Класичною та Миколаївською вулицями, неподалік від кафедрального собору Покрови Божої Матері, якому на той час вже виповнилося 65 років.
Автором проекту, виконаного в стилі бароко, був єпархіальний архітектор Харківської духовної консисторії Краєвський. Будівництво Миколаївської церкви було завершене у 1862 році.
В радянські часи, з 1924 по 1994 роки, це було єдине місце в Старобільську, де велася Служба Божа.
Зі встановленням кафедри, Миколаївська церква була перейменована на Свято-Миколаївський Кафедральний Собор.